# Контестінг

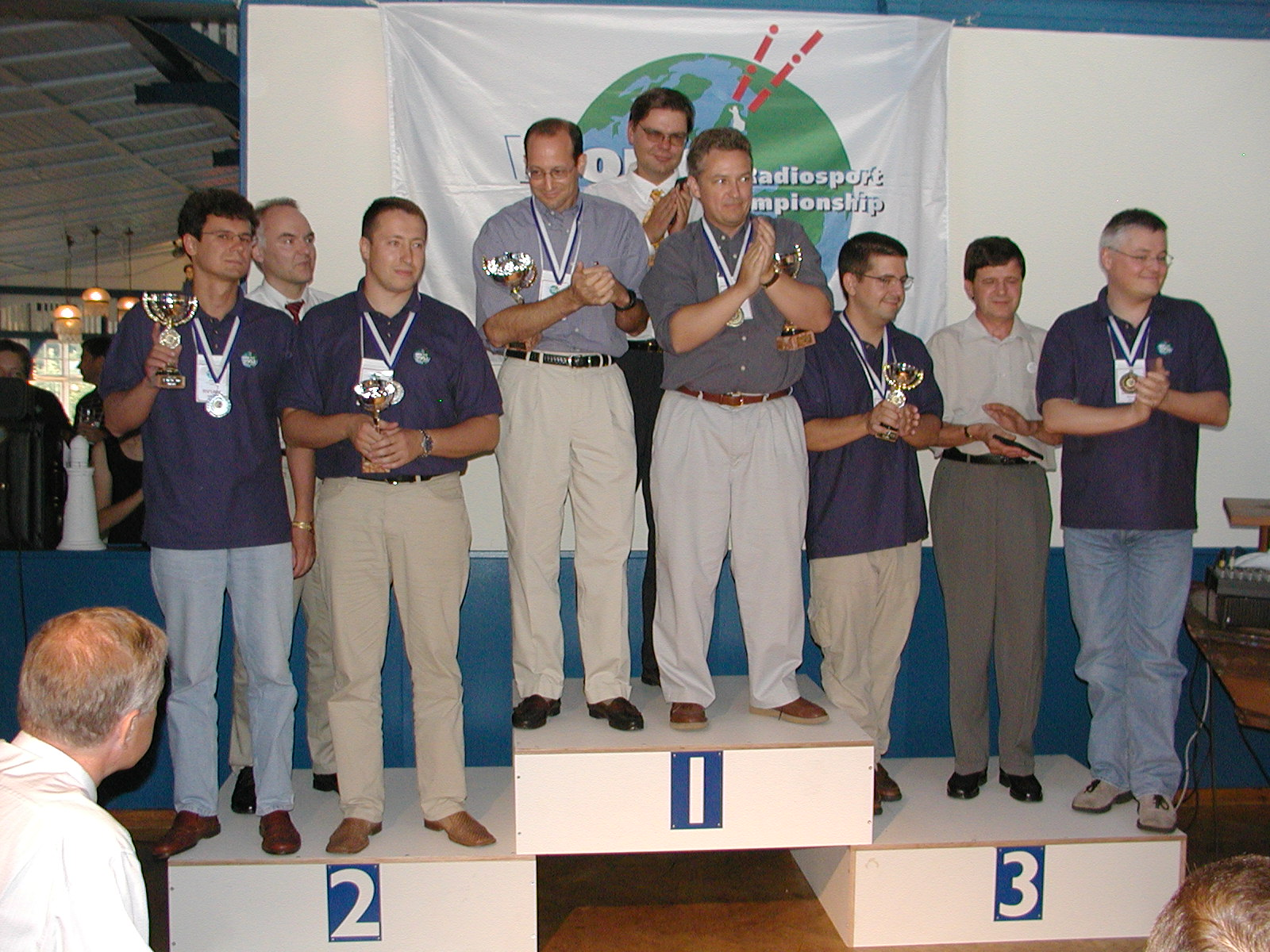
Чемпіони 2002 року World Radiosport Team Championship (WRTC), Гельсінки, Фінляндія.
Фото: R. A. Wilson, N6TV

Контестінг (також — радіоспорт) назва діяльності пов'язаної із участю у змаганнях, що проводяться між радіоаматорами. У змаганнях можуть брати участь, як окремі аматорські радіостанції, так і команди. Учасники намагаються встановити у встановлений час якомога більшу кількість радіозв'язків з іншими радіоаматорськими станціями. У правилах кожного змагання встановлюється час змагань, частоти або ділянки частот на яких проводяться змагання, види модуляції радіосигналу, вид та зміст повідомлень, якими обмінюються учасники змагань. Результат учасників визначається із радіозв'язків, які встановили учасники впродовж змагань. Організатори підбивають підсумки і публікують результати у періодичних виданнях та на сторінках у Інтернеті.

## Принципи радіозмагань
Радіозмагання організовують радіоаматорські товариства, радіоклуби, радіоаматорські періодичні видання. Ці організації публікують правила радіозмагань, збирають звіти від учасників змагань, перевіряють у звітах проведені учасниками радіозв'язки, визначають результати учасників, підбивають підсумки змагань і публікують її у радіоаматорських періодичних виданнях та в Internet. Оскільки участь у радіозмаганнях можуть брати лише радіостанції, що отримали офіційні національні радіоаматорські ліцензії, то комерційна діяльність на радіочастотах для таких станцій заборонена, тож, відповідно, радіозмагання не можуть мати професійного характеру. У зв'язку із цією особливістю радіоспорту, винагороди у радіозмаганнях, як правило, обмежуються паперовими дипломами, відзнаками та призами.
Протягом змагань, кожна станція встановлює радіозв'язки з іншими радіостанціями, які мають радіоаматорські ліцензії і обмінюється із ними встановленими у правилах змагань повідомленнями.
Результат учасника визначається за встановленою у правилах змагань формулою. Зазвичай, учасник змагань отримує бали за кожний підтверджений кореспондентом радіозв'язок та додатковий «множник» за виконання додаткових вказаних у правилах змагань умов.

## Види радіозмагань
Щороку проводиться велика кількість радіозмагань. організатори орієнтуються на найрізноманітніші радіоаматорські інтереси. Найбільше радіозмагань проводяться у вихідні дні. У деяких змаганнях участь можуть брати учасники із певної країни або території, у інших — аматорські радіостанції з цілого світу. Є змагання, у яких участь може брати будь-хто з ліцензованих радіоаматорів, але один із кореспондентів має знаходитися у встановленій у правилах змагань країні або на визначеній географічній території.